# Nahomi Martínez
Gretta Nahomi Martínez Flores (Lima, 5 de abril de 1997), conocida como Nahomi Martínez, es una futbolista peruana que juega como centrocampista para Universitario de Deportes y la selección nacional femenina de Perú.

## Selección nacional
Las puntuaciones y los resultados enumeran primero los goles de Perú
| N.º | Fecha              | Lugar de encuentro                   | Adversario | Puntuación | Resultado | Competencia                |
| --- | ------------------ | ------------------------------------ | ---------- | ---------- | --------- | -------------------------- |
| 1   | 8 de abril de 2018 | Estadio La Portada, La Serena, Chile | Uruguay    | 1 –0       | 1–1       | Copa América Femenina 2018 |